# Limnophila (Limnophila) antennella
Limnophila (Limnophila) antennella is een tweevleugelige uit de familie steltmuggen (Limoniidae). De soort komt voor in het Australaziatisch gebied.